# Мрак-Тариташ, Анка
Анка Мрак-Тариташ (хорв. Anka Mrak Taritaš, род. 24 ноября 1959, Бьеловар) — хорватский архитектор, политик, депутат парламента Хорватии от ІІ избирательного округа после досрочных парламентских выборов 2016 года и депутат Загребского городского совета с 2017 г. Глава Гражданско-либерального союза с 2017 года. Министр строительства и территориального планирования Хорватии в левоцентристском правительстве Зорана Милановича в 2012—2016 годах. Наибольшим её успехом на посту министра стало принятие Закона о легализации незаконно возведённых зданий, которое помогло узаконить 100 000 домов, построенных без каких-либо разрешений на строительство либо за рамками выданных строительных разрешений. Часто признаётся лучшим министром того правительства.

## Биография
Начальную и среднюю школу Анка окончила в родном городе. В 1983 году стала выпускницей архитектурного факультета Загребского университета. В 2002 году обучалась на курсах по вопросам строительных разрешений и законодательных рамок в Финляндии и Германии. В 2006 г. прошла курс обучения для преподавателей по вопросам стратегической оценки влияния на окружающую среду. В 2008 году защитила кандидатскую диссертацию на тему: «Анализ количественного определения показателей планирования туристических зон в границах охранной прибрежной зоны».
Получив диплом архитектора, в течение года работала над созданием крупных проектов Загребской университетской больницы и пристани яхт на Адриатике. С 15 августа 1984 года по 15 декабря 1992 года работала в комитете планирования и строительства загребского району Трне на разных постах в сфере планирования и строительства, включая выдачу разрешений на строительство и разрешений на введение в эксплуатацию, а также технический осмотр. 16 декабря 1992 года стала начальником отдела координации национального, регионального и местного планирования в Департаменте территориального планирования Министерства охраны окружающей среды, территориального планирования и строительства Хорватии. Была также консультантом по вопросам пространственного планирования.
В 2003—2005 годах, при главе города Милана Бандича, пребывала на руководящей должности в Институте градостроительства города Загреба. С 12 июля 2005 по 13 октября 2005 г. возглавляла Институт планирования, развития и охраны окружающей среды Загреба. 13 октября 2005 года стала начальником отделу территориального планирования Министерства строительства и территориального планирования. Также принимала участие в работе комитетов по оценке исследований влияния на среду, будучи на посту заместителя главы исполнительной комиссии, и в рабочей группе по подготовке переговоров о поправках к двусторонним международным договорам, которые Хорватия заключила с Боснией и Герцеговиной, Черногорией и Сербией. После того, как коалиция «Кукурику» выиграла парламентские выборы 2011 года, была назначена заместителем министра строительства и территориального планирования при министре Иване Врдоляке. После отставки министра экономики Радимира Чачича и назначения на его место Врдоляка Мрак-Тариташ заняла пост министра строительства и территориального планирования.
С 2012 по июнь 2017 года была членом Хорватской народной партии — Либеральные демократы (ХНП-ЛД). Потом, в связи с входом её партии в коалицию с консервативным Хорватским демократическим содружеством, она вместе с тремя другими парламентариями-однопартийцами покинула ряды ХНП-ЛД и вскоре после этого вместе с ними основала новую партию под названием «Гражданско-либеральный союз», которую она же возглавила.
На парламентских выборах 2015 года получила место в хорватском парламенте. На следующих внеочередных выборах через год снова завоевала мандат депутата. Входит в фракцию Гражданско-либерального союза и Хорватской партии пенсионерів.
В 2017 году на местных выборах ХНП-ЛД и СДПХ выдвинули её кандидатом на главу города Загреба, где она заняла второе место, проиграв во втором туре действующему мэру Милану Бандичу.
Замужем, мать двоих детей. Увлекается лыжным и парусным спортом, а также кулинарией. По вероисповеданию невоцерковлённая католичка.